# Discrepancia audioperceptiva
Se denomina discrepancia audioperceptiva a una discordia en efectos de la percepción de un sonido. Esto ocurre por la diferencia entre la percepción de un sonido por parte de dos individuos distintos.
Generalmente ocurre en cuestiones de ritmo y de compás. Por ejemplo, en un vals se percibe que los pulsos se agrupan naturalmente en conjuntos de tres. Por eso se dice que el vals tiene compás ternario simple (que se baila con tres pasos: 1-2-3, 1-2-3, 1-2-3).
Otros analistas piensan que los bailarines de vals agrupan los compases ternarios de a dos, lo que los convierte en un compás binario compuesto (haciendo que cada compás se baile con seis pasos divididos en dos: 1-2-3-1-2-3, 1-2-3-1-2-3).
- Datos: Q5808316